# Lebrecht Völki
Lebrecht Völki (* 13. August 1879 in Baden; † 7. Juli 1937 in Winterthur, heimatberechtigt in Altnau) war ein Schweizer Architekt.

## Leben und Wirken

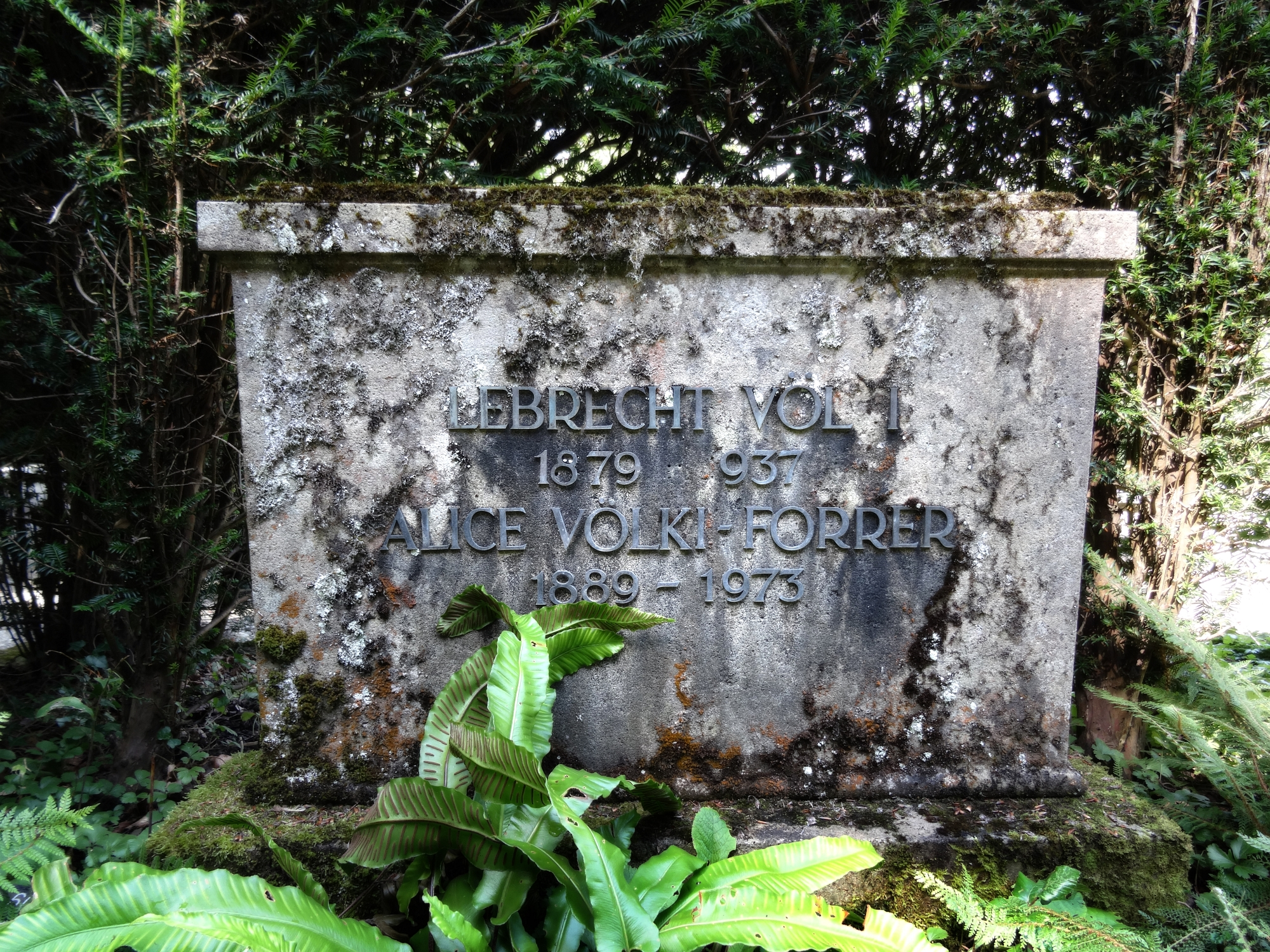
Grab, Friedhof Rosenberg in Winterthur.

Lebrecht Völki stammte aus einfachen Verhältnissen. An der Industrieschule Frauenfeld (heute: Kantonsschule Frauenfeld) erlangte er 1898 die Matura. Anschliessend studierte er an der Technischen Hochschule Karlsruhe bei Carl Schäfer Architektur. In den Jahren 1904 bis 1906 arbeitete er im Bauamt der Stadt Strassburg. Nach seiner Rückkehr in die Schweiz trat er 1907 in das Büro Jung und Bridler in Winterthur ein und wurde als Nachfolger von Ernst Georg Jung 1909 zusammen mit Otto Bridler Teilhaber des nun unter dem Namen Bridler und Völki firmierenden Architekturbüros. Bridler und Völki realisierten einige historisch bedeutsame Villen für wohlhabende, in Winterthur ansässige Familien sowie mehrere öffentliche Bauwerke.

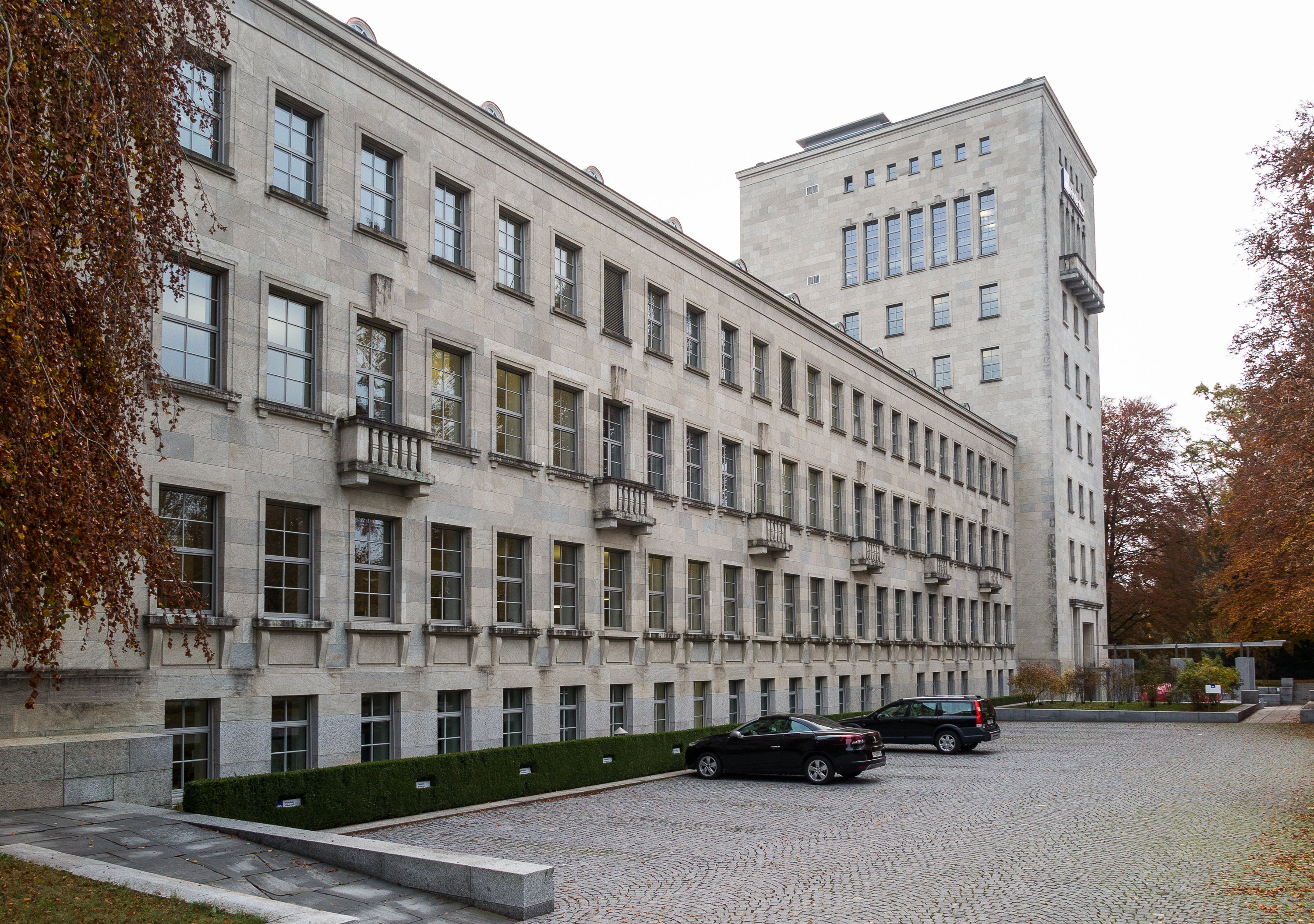
AXA-Winterthur, Bürogebäude General-Guisan Str. 40 in Winterthur

Da Bridler sich ab Beginn des Ersten Weltkrieges in seinem Rang als Oberstdivisionär zunehmend militärischen Aufgaben widmete, übernahm Völki das Büro im Verlauf des Krieges ganz. Ab Anfang der 1920er-Jahre trat Völki unter eigenem Namen auf und konzentrierte sich verstärkt auf die Umsetzung von genossenschaftlichem Wohnungsbau, insbesondere im Auftrag der Winterthurer Gesellschaft für Erstellung billiger Wohnhäuser (GEbW), in deren Vorstand er seit 1911 war. Ebenfalls in dieser Zeit realisierte er heute noch stadtbildprägende Bauten wie beispielsweise den Hauptsitz der Winterthur Versicherungsgesellschaften sowie Verwaltungs- und Industriebauten für die Firma Sulzer AG.
Ab 1912 war er im Verwaltungsrat der Hypothekarbank Winterthur und von 1923 bis 1936 Waffenplatzkommandant für Genietruppen im Range eines Oberstleutnants. Völki war seit 1909 mit Alice Forrer (1889–1973) verheiratet, die aus einer angesehenen Familie aus Winterthur stammte. Seine letzte Ruhestätte fand er Friedhof Rosenberg in Winterthur. Die von ihm für seine Familie entworfene Villa existiert noch heute und befindet sich in Privatbesitz.

## Werke (Auswahl)
Eigene Werke

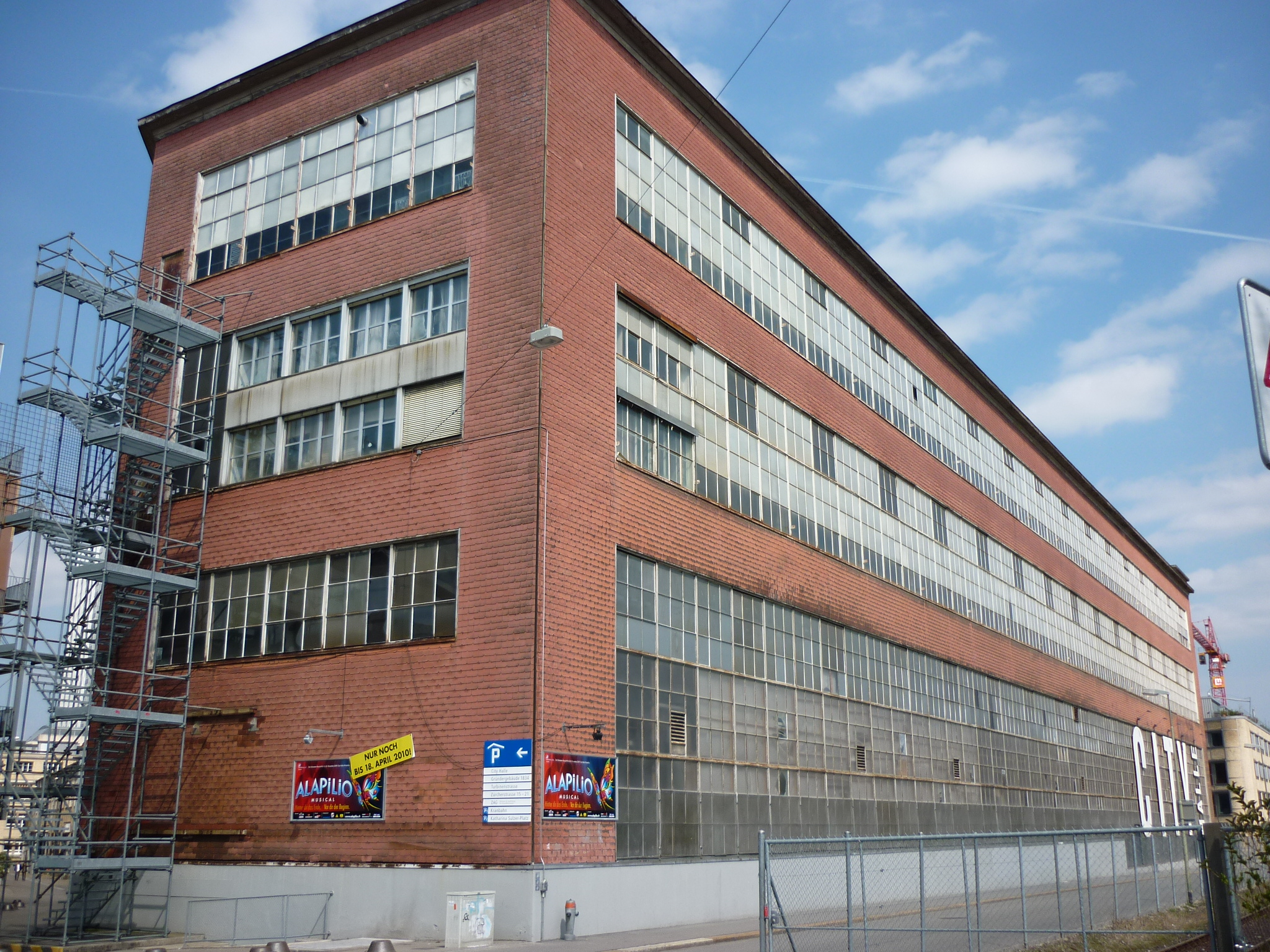
Halle 87 (Rohrschlosserei) in Winterthur

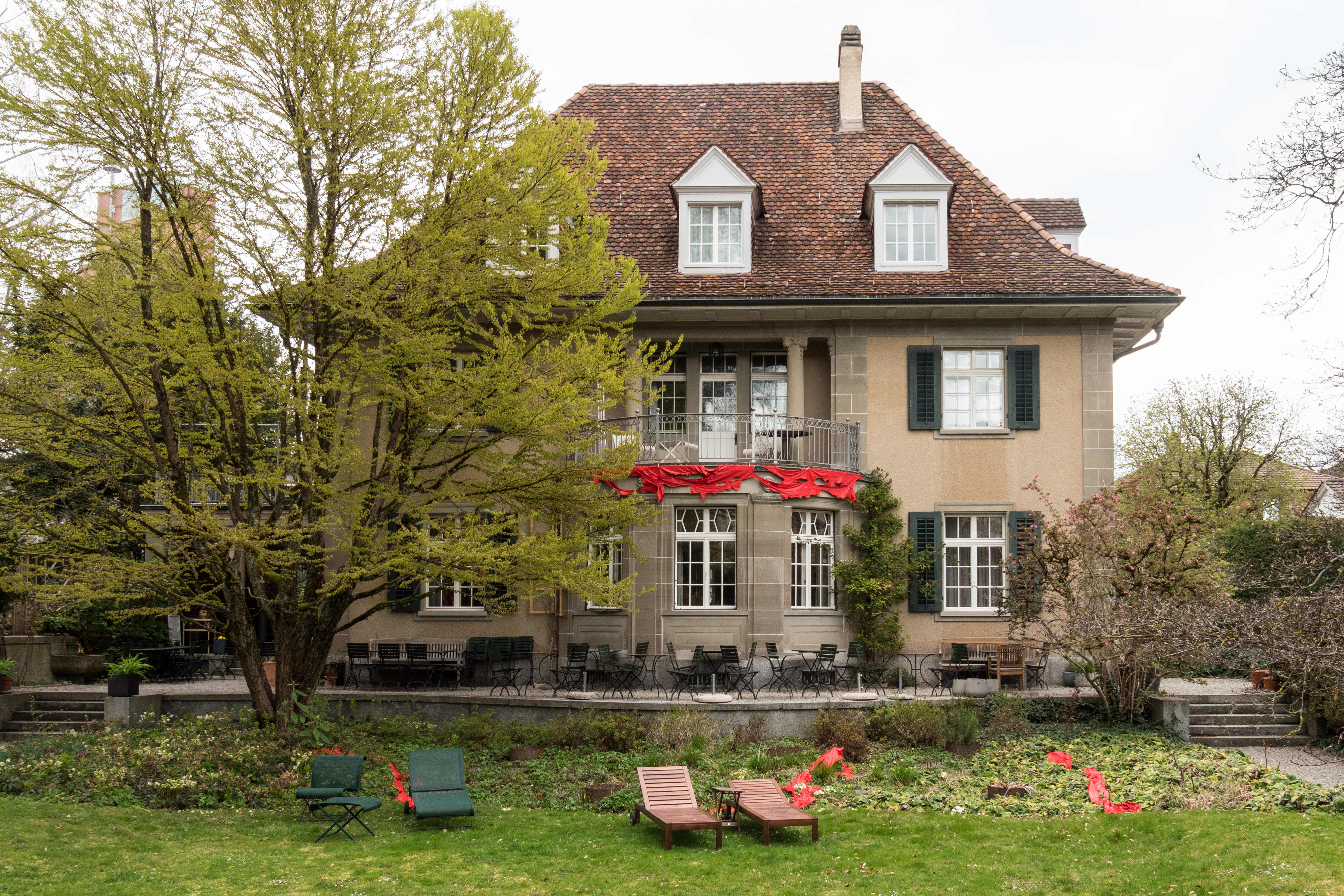
Villa Sträuli in Winterthur

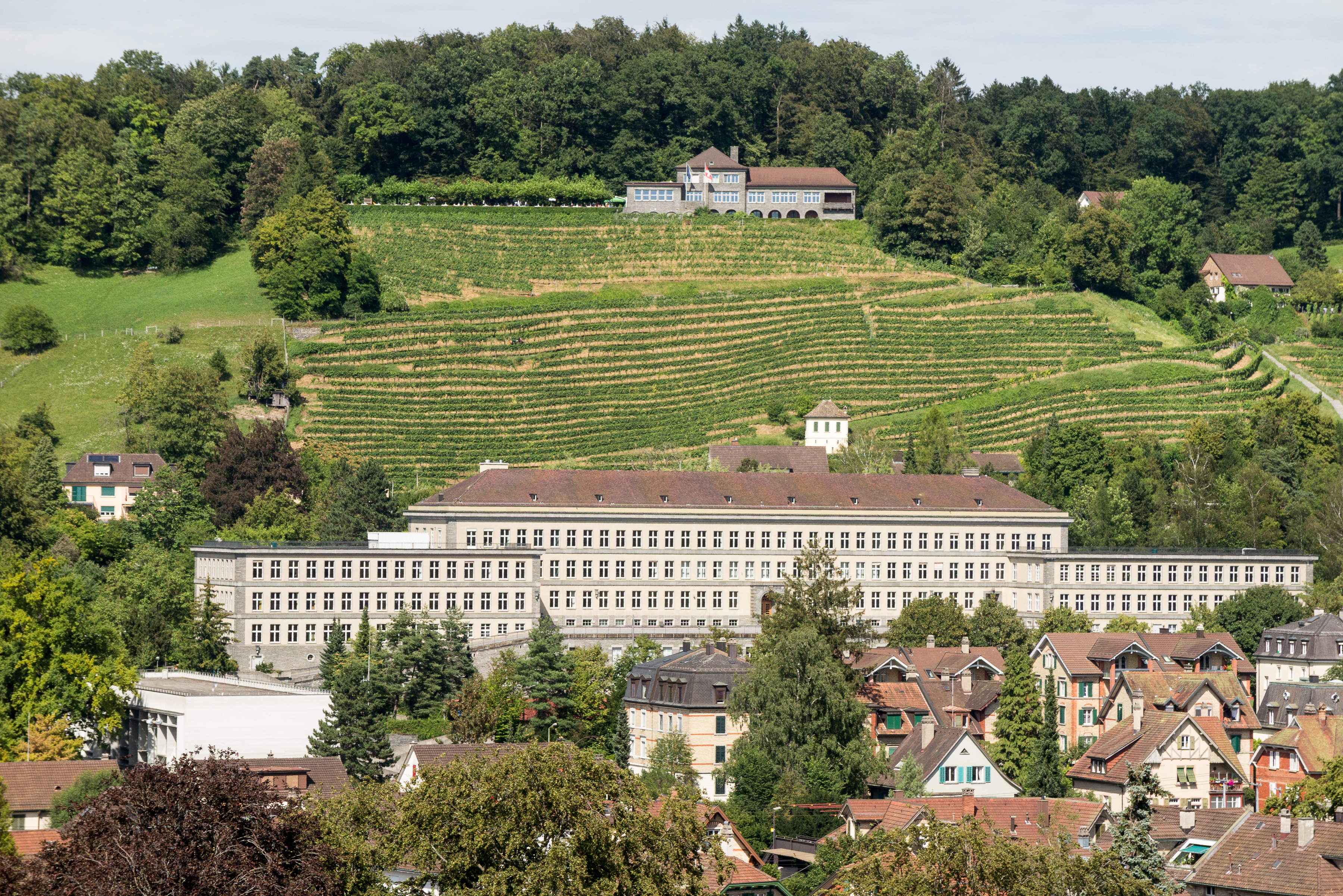
Restaurant Goldenberg oben am Waldrand, unten die Kantonsschule Im Lee in Winterthur

- Wohnkolonie Vogelsang/Jonas-Furrer-Strasse, 1920–1921
- Villa Völki, 1924–1925
- Verwaltungsgebäude «Olymp» der Firma Sulzer AG, 1928
- Villa Jäggli (heute Restaurant Goldenberg), 1928–1929
- Gebäude auf dem Sulzer-Areal beim Bahnhof Winterthur, 1929 (Gebäude 87, Rohrschlosserei und Halle 11, Dieselmotorenhalle)
- Erweiterungsbau Eulachgarage, 1930 (Abbruch 2006)
- Siedlung Schöntal in Winterthur-Töss, 1930–1934
- Hauptsitz der Winterthur Versicherungsgesellschaften, 1929–1931 (heute: AXA Versicherungen)
- Haldenstrasse 32–40 in Winterthur, 1927

Mit Otto Bridler
- Villa Obere Halden, Winterthur, 1907
- Villa Sträuli, Winterthur, 1908
- Villa Blumenhalde, Winterthur, 1909 (Abbruch 1980[3])
- Villa Selvana, Winterthur, 1909 (Abbruch 1979[3])
- Krematorium Friedhof Rosenberg, Winterthur, 1909–1910
- Schulhaus Heiligberg, Winterthur, 1909–1912
- Kirchgemeindehaus Stadt, Liebestrasse Winterthur, 1912–1913
- Museum für Geschichte und Völkerkunde, St. Gallen, 1913–1920
- Buchdruckerei Winterthur, Winterthur, 1915
- Schweiz. Bankgesellschaft, Rapperswil, 1915–1920
- Villa Oberes Alpgut, Winterthur, 1916–1920